# Episodi di Evening Shade (seconda stagione)
La seconda stagione della serie televisiva Evening Shade è stata trasmessa in anteprima negli Stati Uniti d'America dalla CBS tra il 16 settembre 1991 e il 18 maggio 1992.
| nº | Titolo originale                    | Titolo italiano | Prima TV USA      | Prima TV Italia |
| -- | ----------------------------------- | --------------- | ----------------- | --------------- |
| 1  | Three Naked Men (Part 1)            |                 | 16 settembre 1991 |                 |
| 2  | Three Naked Men (Part 2)            |                 | 23 settembre 1991 |                 |
| 3  | I'm with Stupid                     |                 | 30 settembre 1991 |                 |
| 4  | Tying the Knot                      |                 | 7 ottobre 1991    |                 |
| 5  | Miss Emily's Wild Ride              |                 | 14 ottobre 1991   |                 |
| 6  | The Road Trip                       |                 | 21 ottobre 1991   |                 |
| 7  | Where's My Watch?                   |                 | 4 novembre 1991   |                 |
| 8  | I Do, I Don't                       |                 | 11 novembre 1991  |                 |
| 9  | The Thanksgiving Show               |                 | 25 novembre 1991  |                 |
| 10 | Busted                              |                 | 9 dicembre 1991   |                 |
| 11 | Rear Window                         |                 | 16 dicembre 1991  |                 |
| 12 | The Getaway                         |                 | 6 gennaio 1992    |                 |
| 13 | Herman in Charge                    |                 | 13 gennaio 1992   |                 |
| 14 | The Au Pair Affair                  |                 | 27 gennaio 1992   |                 |
| 15 | Goin' to the Chapel (Part 1)        |                 | 3 febbraio 1992   |                 |
| 16 | Goin' to the Chapel (Part 2)        |                 | 24 febbraio 1992  |                 |
| 17 | Goin' to the Chapel (Part 3)        |                 | 2 marzo 1992      |                 |
| 18 | Play Herman for Me                  |                 | 9 marzo 1992      |                 |
| 19 | Callous Hearts of Rage              |                 | 23 marzo 1992     |                 |
| 20 | Taylor Buys a Car                   |                 | 6 aprile 1992     |                 |
| 21 | Hasta la Vista                      |                 | 4 maggio 1992     |                 |
| 22 | Cousin Readith                      |                 | 11 maggio 1992    |                 |
| 23 | No Pain, No Gain                    |                 | 18 maggio 1992    |                 |
| 24 | The Perfect Birthday Party, Sort Of |                 | 18 maggio 1992    |                 |